# モンタルト・カルパージオ
モンタルト・カルパージオ（伊: Montalto Carpasio）は、イタリア共和国リグーリア州インペリア県にある、人口約500人の基礎自治体（コムーネ）。
2018年1月1日にカルパージオとモンタルト・リーグレが合併して発足した。

## 地理

### 位置・広がり

#### 隣接コムーネ
隣接するコムーネは以下の通り。
- バダルッコ
- ボルゴマーロ
- ドルチェード
- モリーニ・ディ・トリオーラ
- プレラ
- レッツォ

### 地震分類
イタリアの地震リスク階級 (it) では、2 に分類される
。

## 行政

### 分離集落
モンタルト・カルパージオには、以下の分離集落（フラツィオーネ）がある。
- Arzene, Carpasio (sede comunale), Costa, Fontanili, Isolalunga, Montalto Ligure, Prati Piani